# Billboard Music Awards de 2015
O Billboard Music Awards de 2015 foi uma cerimônia de premiação musical realizada em 17 de maio de 2015, na MGM Grand Garden Arena, em Las Vegas, Estados Unidos. A cerimônia, apresentada pelo rapper americano Ludacris e pela modelo estadunidense Chrissy Teigen, foi transmitida ao vivo pela rede de TV ABC.
Taylor Swift ganhou 8 dos 14 prêmios a que fora indicada, incluindo Melhor Artista, Melhor Artista Feminina, e Melhor Álbum da Billboard 200 pelo álbum 1989. Outros vencedores incluíram Sam Smith, Iggy Azalea e Pharrell Williams, com três prêmios cada. Meghan Trainor, One Direction, Jason Aldean, John Legend, Enrique Iglesias e Hozier venceram em duas categorias cada. Swift estreou seu videoclipe do single "Bad Blood" no início da cerimônia.Mariah Carey se apresentou na cerimônia, marcando a primeira vez que ela se apresentou no palco da Billboard desde 1998.

## Performances
| Artista(s)                                   | Canção                                | Apresentado por                    |
| -------------------------------------------- | ------------------------------------- | ---------------------------------- |
| Van Halen                                    | "Panama"                              | Taylor Swift                       |
| Fall Out Boy Wiz Khalifa                     | "Uma Thurman"                         | Chrissy Teigen                     |
| Nick Jonas                                   | "Jealous"                             | Britt Nilsson and Kaitlyn Bristowe |
| Meghan Trainor John Legend                   | "Like I'm Gonna Lose You"             | Chrissy Teigen                     |
| Mariah Carey                                 | "Vision of Love" "Infinity"           | Idina Menzel                       |
| Wiz Khalifa Charlie Puth Lindsey Stirling    | "See You Again"                       | Ludacris e Tyrese Gibson           |
| Jussie Smollett Bryshere 'Yazz' Gray Estelle | "Conqueror" "You're So Beautiful"     | Taraji P. Henson                   |
| Hozier                                       | "Take Me to Church"                   | Chrissy Teigen                     |
| Little Big Town Faith Hill                   | "Girl Crush"                          | Florida Georgia Line               |
| Pitbull Chris Brown                          | "Fun"                                 | Jennifer Lopez                     |
| Ed Sheeran                                   | "Bloodstream"                         | Zendaya                            |
| Britney Spears Iggy Azalea                   | "Pretty Girls"                        | Ludacris                           |
| Nicki Minaj David Guetta                     | "The Night Is Still Young" "Hey Mama" | Fifth Harmony                      |
| Tori Kelly                                   | "Nobody Love"                         | Ludacris                           |
| Simple Minds                                 | "Don't You (Forget About Me)"         | Molly Ringwald                     |
| Kelly Clarkson                               | "Invincible"                          | Pentatonix                         |
| Imagine Dragons                              | "Stand by Me"                         | John Legend                        |
| Kanye West                                   | "All Day" "Black Skinhead"            | Kendall Jenner e Kylie Jenner      |

## Vencedores e indicados
Os vencedores estão listados em negrito.
| Melhor Artista (apresentado por Adrian Grenier, Kevin Dillon, Jerry Ferrara e Kevin Connolly) | Artista Revelação |
| --- | --- |
| - Taylor Swift - Ariana Grande - One Direction - Katy Perry - Sam Smith | - Sam Smith - 5 Seconds of Summer - Iggy Azalea - Hozier - Meghan Trainor |
| Melhor Artista Masculino (apresentado por Celine Dion) | Melhor Artista Feminina (apresentado por Ellen Pompeo) |
| - Sam Smith - Drake - Ed Sheeran - Justin Timberlake - Pharrell Williams | - Taylor Swift - Iggy Azalea - Ariana Grande - Katy Perry - Meghan Trainor |
| Melhor Duo/Grupo (apresentado por Lily Aldridge e Charli XCX) | Melhor Artista em Turnê (apresentado por Kira Kazantsev e Pete Wentz) |
| - One Direction - 5 Seconds Of Summer - Florida Georgia Line - MAGIC! - Maroon 5 | - One Direction - Lady Gaga - Katy Perry - The Rolling Stones - Justin Timberlake |
| Melhor Artista da Billboard 200 | Melhor Álbum da Billboard 200 (apresentado por Tracee Ellis Ross e Laverne Cox) |
| - Taylor Swift - One Direction - Pentatonix - Ed Sheeran - Sam Smith | - 1989 – Taylor Swift - V – Maroon 5 - That's Christmas to Me – Pentatonix - x – Ed Sheeran - In the Lonely Hour – Sam Smith |
| Melhor Artista da Hot 100 | Melhor Canção da Hot 100 (apresentado por 50 Cent e Rita Ora) |
| - Taylor Swift - Iggy Azalea - Ariana Grande - Sam Smith - Meghan Trainor | - "All About That Bass" - Meghan Trainor - "Fancy" - Iggy Azalea com part. de Charli XCX - "All of Me" - John Legend - "Stay with Me" - Sam Smith - "Shake It Off" - Taylor Swift                                                           |
| Melhor Artista das Rádios | Melhor Canção das Rádios (apresentado por One Direction) |
| - Sam Smith - John Legend - Maroon 5 - Ed Sheeran - Taylor Swift | - "All of Me" - John Legend - "Rude" - MAGIC! - "Am I Wrong" - Nico & Vinz - "Stay with Me" - Sam Smith - "Happy" - Pharrell Williams |
| Melhor Artista Digital | Melhor Canção Digital |
| - Taylor Swift - Iggy Azalea - Ed Sheeran - Sam Smith - Meghan Trainor | - "All About That Bass" - Meghan Trainor - "Uptown Funk" - Mark Ronson com part. de Bruno Mars - "Stay with Me" - Sam Smith - "Shake It Off – Taylor Swift - "Happy" - Pharrell Williams                                                    |
| Melhor Artista Social | Melhor Artista de Streaming |
| - Justin Bieber - Miley Cyrus - Selena Gomez - Ariana Grande - Taylor Swift | - Iggy Azalea - Ariana Grande - Nicki Minaj - Meghan Trainor - Taylor Swift |
| Melhor Canção de Streaming (Áudio) | Melhor Canção de Streaming (Vídeo) |
| - "All of Me" - John Legend - "Fancy" - Iggy Azalea com part. de Charli XCX - "Take Me to Church" - Hozier - "Habits" - Tove Lo - "Stay with Me" - Sam Smith                                                                       | - "Shake It Off" - Taylor Swift - "Let It Go" - Idina Menzel - "Hot Boy" - Bobby Shmurda - "Blank Space" - Taylor Swift - "All About That Bass" - Meghan Trainor                                                                            |
| Melhor Artista Cristão | Melhor Canção Cristã |
| - Hillsong United - Casting Crowns - Lecrae - MercyMe - Newsboys | - "Something in the Water" - Carrie Underwood - "He Knows My Name" - Francesca Battistelli - "Oceans (Where Feet May Fail)" - Hillsong United - "Greater" - MercyMe - "We Believe" - Newsboys                                               |
| Melhor Álbum Cristão | Melhor Artista Country (apresentado por Brett Eldredge e Hailee Steinfeld) |
| - Anomaly – Lecrae - Thrive – Casting Crowns - Welcome to the New – MercyMe - Rivers in the Wasteland – NEEDTOBREATHE - Love Ran Red – Chris Tomlin                                                                                | - Florida Georgia Line - Jason Aldean - Luke Bryan - Brantley Gilbert - Blake Shelton |
| Melhor Canção Country | Melhor Álbum Country |
| - "Burnin' It Down" - Jason Aldean - "Play It Again" - Luke Bryan - "Leave the Night On" - Sam Hunt - "This Is How We Roll" - Florida Georgia Line com part. de Luke Bryan - "Dirt" - Florida Georgia Line                         | - Old Boots, New Dirt – Jason Aldean - Man Against Machine – Garth Brooks - Crash My Party – Luke Bryan - Just as I Am – Brantley Gilbert - Platinum – Miranda Lambert                                                                      |
| Melhor Artista de Dance/Eletrônica | Melhor Canção de Dance/Eletrônica |
| - Calvin Harris - Avicii - Clean Bandit - Disclosure - Lindsey Stirling | - "Turn Down for What" - DJ Snake & Lil Jon - "Rather Be" - Clean Bandit com part. de Jess Glynne - "Latch" - Disclosure com part. de Sam Smith - "Break Free" - Ariana Grande com part. de ZEDD - "Summer" - Calvin Harris                 |
| Melhor Álbum de Dance/Eletrônica | Melhor Artista Latino |
| - Shatter Me – Lindsey Stirling - True – Avicii - Settle – Disclosure - Motion – Calvin Harris - Recess – Skrillex | - Romeo Santos - J Balvin - Juan Gabriel - Enrique Iglesias - Prince Royce |
| Melhor Canção Latina | Melhor Álbum Latino |
| - "Bailando" - Enrique Iglesias com part. de Descemer Bueno & Gente de Zona - "6 AM" - J Balvin com part. de Farruko - "Eres Mía" - Romeo Santos - "Odio" - Romeo Santos com part. de Drake - "Propuesta Indecente" - Romeo Santos | - Sex and Love – Enrique Iglesias - Los Dúo – Juan Gabriel - Formula, Vol. 2 – Romeo Santos - Corazón – Santana - 3.0 – Marc Anthony |
| Melhor Artista de R&B | Melhor Canção de R&B |
| - Pharrell Williams - Beyoncé - Chris Brown - John Legend - Trey Songz | - "Happy" - Pharrell Williams - "Loyal" - Chris Brown com part. de Lil Wayne, French Montana, Too $hort & Tyga - "Talk Dirty" - Jason Derulo com part. de 2 Chainz - "Don't Tell 'Em" - Jeremih com part. de YG - "All of Me" - John Legend |
| Melhor Álbum de R&B | Melhor Artista de Rap |
| - G I R L – Pharrell Williams - Beyoncé – Beyoncé - X – Chris Brown - Xscape – Michael Jackson - Love in the Future – John Legend                                                                                                  | - Iggy Azalea - J. Cole - Drake - Nicki Minaj - Rae Sremmurd |
| Melhor Canção de Rap (apresentado por Danica McKellar) | Melhor Álbum de Rap |
| - "Fancy" - Iggy Azalea com part. de Charli XCX - "Black Widow" - Iggy Azalea com part. de Rita Ora - "I Don't F**k With You" - Big Sean com part. de E-40 - "Anaconda" - Nicki Minaj - "Hot Boy" - Bobby Shmurda                  | - 2014 Forest Hills Drive – J. Cole - The Marshall Mathers LP 2 – Eminem - If You're Reading This It's Too Late – Drake - The New Classic – Iggy Azalea - The Pinkprint – Nicki Minaj                                                       |
| Melhor Artista de Rock | Melhor Canção de Rock |
| - Hozier - Bastille - Coldplay - Fall Out Boy - Lorde | - "Take Me to Church" - Hozier - "Pompeii" - Bastille - "A Sky Full of Stars" - Coldplay - "Centuries" - Fall Out Boy - "Ain't It Fun" - Paramore                                                                                           |
| Melhor Álbum de Rock | Melhor Trilha Sonora |
| - Ghost Stories – Coldplay - Rock or Bust – AC/DC - Turn Blue – The Black Keys - Hozier – Hozier - Pure Heroine – Lorde | - Frozen - A Culpa É das Estrelas - Fifty Shades of Grey - Guardians of the Galaxy: Awesome Mix Vol. 1 - Caminhos da Floresta |
| Desempenho na Parada Billboard (votado pelos fãs) (apresentado por Prince Royce) | |
| - Taylor Swift - Iggy Azalea - Meghan Trainor | |

### Artistas com múltiplas vitórias e indicações
| Indicações | Artista              |
| ---------- | -------------------- |
| 14         | Taylor Swift         |
| 13         | Sam Smith            |
| 12         | Iggy Azalea          |
| 9          | Meghan Trainor       |
| 7          | John Legend          |
| 6          | Ariana Grande        |
| 6          | Pharrell Williams    |
| 5          | Hozier               |
| 5          | Ed Sheeran           |
| 5          | Romeo Santos         |
| 4          | Luke Bryan           |
| 4          | Drake                |
| 4          | Florida Georgia Line |
| 4          | One Direction        |
| 4          | Katy Perry           |
| 3          | Jason Aldean         |
| 3          | Chris Brown          |
| 3          | Coldplay             |
| 3          | Disclosure           |
| 3          | Calvin Harris        |
| 3          | Enrique Iglesias     |
| 3          | Maroon 5             |
| 3          | MercyMe              |
| 3          | Nicki Minaj          |
| 3          | Charli XCX           |
| 2          | 5 Seconds of Summer  |
| 2          | Avicii               |
| 2          | J Balvin             |
| 2          | Bastille             |
| 2          | Beyoncé              |
| 2          | Casting Crowns       |
| 2          | Clean Bandit         |
| 2          | Fall Out Boy         |
| 2          | Juan Gabriel         |
| 2          | Hillsong United      |
| 2          | J. Cole              |
| 2          | Lorde                |
| 2          | MAGIC!               |
| 2          | Newsboys             |
| 2          | Pentatonix           |
| 2          | Bobby Shmurda        |
| 2          | Lindsey Stirling     |
| 2          | Justin Timberlake    |

| Prêmios | Artista           |
| ------- | ----------------- |
| 8       | Taylor Swift      |
| 3       | Iggy Azalea       |
| 3       | Sam Smith         |
| 3       | Pharrell Williams |
| 2       | Jason Aldean      |
| 2       | Hozier            |
| 2       | Enrique Iglesias  |
| 2       | John Legend       |
| 2       | One Direction     |
| 2       | Meghan Trainor    |